# MILPAS
MILPAS, Народная антисомосистская милиция, Народная антисандинистская милиция (исп. Milicias Populares Anti-Somocistas; исп. Milicias Populares Anti-Sandinistas) — никарагуанское крестьянское ополчение 1970—1980-х годов. В период Сандинистской революции сотрудничала с СФНО. После свержения Сомосы, по мере усиления в сандинистской политике прокоммунистических тенденций, переориентировалась на борьбу против сандинистского режима. Бойцы MILPAS составляли значительную часть движения Контрас, особенно Никарагуанских демократических сил.

## Антисомосистская милиция
Первоначально вооружённое крестьянское ополчение Никарагуа называлось Milicias Populares Anti-Somocistas — Народная антисомосистская милиция. Возникла в первой половине 1970-х — в результате откола от СФНО радикальных коммунистов и ультралевых, создавших Марксистско-ленинское движение народного действия (PAM-ML) и профобъединение Рабочий фронт (FO). Городские активисты идеологически ориентировались на китайский маоизм и (в большей степени) албанский ходжаизм. Сельская MILPAS вела борьбу против Национальной гвардии режима Сомосы с позиций левого популизма.
В вооружённой борьбе против сомосизма PAM-ML, FO и MILPAS тесно сотрудничали с СФНО.

## Антисандинистская милиция
После победы Сандинистской революции крестьянские активисты быстро разочаровались в политике СФНО, которая «угрожала их земле и свободе». С 1980 началось преобразование MILPAS в Milicias Populares Anti-Sandinstas — Народную антисандинистскую милицию (аббревиатура-«бренд» при этом сохранялась). К крестьянам, боровшимся против принудительной коллективизации и огосударствления аграрного сектора, насаждения партийно-государственного регулирования и преследований католической церкви присоединялись активисты PAM-ML и FO, затем — разочарованные сандинисты. Первым лидером антисандинистской крестьянской милиции был Педро Хоакин Гонсалес (Команданте Димас). После его гибели выдвинулся Энкарнасьон Вальдвиа Чаварриа (Команданте Оцелот), обычно считающийся основателем-организатором. Большинство членов антисандинистской MILPAS составляли крестьяне, особенно из горных районов.
Вооружённая борьба MILPAS против режима СФНО велась под прежними популистскими лозунгами, в защиту традиционной культуры, против государственной централизации. (Активисты PAM-ML и FO конфликтовали с сандинистскими властями из-за своего ультралевого радикализма.) С 1981 началось сближение милиции с правыми Контрас — Никарагуанскими демократическими силами (FDN), в том числе с бывшими национальными гвардейцами. К этому подталкивали прежде всего необходимость военной консолидации и возможность получить доступ к иностранной, прежде всего американской помощи. Кроме того, левая вооружённая оппозиция из Революционно-демократического альянса (ARDE) в основном группировалась на юге страны, тогда как MILPAS — преимущественно на севере, в сфере действий FDN.
Ко второй половине 1980-х годов более половины военных руководителей FDN — в том числе Энкарнасьон Ваьдвиа (Команданте Тигрильо), Исраэль Галеано (Команданте Франклин), Рамон Морено (Команданте Ригоберто), Оскар Собальварро (Команданте Рубен), Хусто Пастор Меса (Команданте Денис) — являлись бывшими бойцами и командирами MILPAS.

## Партийное представительство
В современной политической системе Никарагуа ветераны MILPAS ориентируются в основном на Партию никарагуанского сопротивления, представляющую активных участников движения контрас.